# Balam
Balam (también escrito báalam) significa jaguar en lengua maya. La palabra se aplica también en la mitología maya a unos genios o seres deletéreos (el Uay Balam) protectores de los campos y las cosechas que tienen la forma de un jaguar. Se les rendía culto antes de empezar la siembra y por tanto algunos los consideraron como deidad, aunque no aparecen en el panteón maya. 
También se les llama Nukuch (Nohoch)-Uinik que significa hombre grande y el de Yumil-Kol se les aplica cuando protegen las milpas; también es conocido como Bolom o Bahlum.

## Creencia popular
En la cultura maya, particularmente la yucateca, los Balames son, más en la actualidad, espíritus mayas encargados de proteger a los poblados, a las milpas y a los hombres. De acuerdo a la tradición popular, hay cuatro de ellos para cada sitio, cada uno de los cuales se ubica en uno de los puntos cardinales para llevar a cabo sus funciones de protección.
Suelen aparecer por las noches, aunque -algunas veces- llegan a manifestarse en el día. Se supone que si alguien tiene un encuentro con uno de ellos, enfermará de espanto; este padecimiento es consecuencia de sufrir un gran susto y se manifiesta con vómitos, diarrea, problemas de sueño, desgano, etc.
En cuanto a su aspecto, se les describe como ancianos de barba muy larga; su cara es horrible y difícilmente alguien podrá resistir una mirada suya. Usan sombreros de palma de ala ancha, llevan sandalias de piel y visten túnica flotante. Son muy aficionados al tabaco, de hecho, se dice que las estrellas fugaces, en realidad, son las colillas de los cigarros que arrojan los Balames. Existen discrepancias respecto a su altura, ya que se les describe muy altos o muy pequeños.
Su carácter es dual, es decir, hacen el bien, pero no dudan en castigar a los que han olvidado hacerles las ofrendas correspondientes. Asimismo, en la cultura maya beliceña, se cuenta otra versión que indica que al incumplir una persona con sus ofrendas, la creatura devorará, en cambio, el alma inocente de un niño.

## Clasificación
Los Balames se clasifican en dos tipos dependiendo de sus actividades. Los encargados de proteger los pueblos son llamados Balam-cahob que significa Balames de los pueblos o Canan-cahob (guardianes de los pueblos). Y los responsables de cuidar las milpas son llamados Balam-col. Los Balames protegen los pueblos y las milpas no sólo de humanos y animales dañinos, sino de espíritus capaces de hacer daño; cuando un solo Balam no puede vencer al enemigo en cuestión, chifla pidiendo ayuda al resto de los Balames que, al escuchar el llamado, acuden prestos a auxiliarlo. Una de las armas que utilizan los Balames son los piliz-dzoncab, que son una especie de proyectiles hechos de piedra obsidiana que arrojan utilizando los dedos. Estos artefactos son muy valorados por los curanderos ya que los usan para hacer sangrías.

## Otras creencias
Los campesinos tradicionales valoran en gran medida la labor desempeñada por los Balames y la agradecen dejándoles jícaras de zacá como ofrenda (bebida refrescante de maíz).
Otra de las creencias respecto a los Balames es que ayudan a los niños que se han perdido, lo hacen chiflando, para que quienes los buscan, puedan encontrarlos. El problema es que el niño se verá afectado por el encuentro y será excéntrico toda su vida.

## Su aparición en Chiapas
En Chiapas, se le conoce como Dzulúm, cuyo nombre se traduce como “ansia de morir”. Sin embargo, aquí no es tan benigno como se le podría considerar. Se dice que por las noches, sale a proteger sus “dominios”, ya que él cree que todos son suyos, puesto a que es una de las creaturas más temidas en las cercanías de Chiapas, hasta el mismo tigre le teme al sentir su presencia; e incluso el jaguar le ofrece comida y no por hambre, sino para marcar su dominio. Según la creencia popular, ningún mortal era digno de ver su figura, exceptuando sus víctimas a las que él escoge.
Sus presas humanas son principalmente mujeres, creyéndose que tiene la capacidad de provocar una atracción irresistible en sus víctimas, por la cual su apariencia debe ser hermosa y sublime. Algunos han ido más allá como para imaginarlo como un enorme felino, con la apariencia similar a la de un jaguar, de un brillante pelaje oscuro y fulminantes ojos de color rojo. Otros lo han imaginado como un jaguar de pelaje gris con manchas pardas, llevando crines puntiagudas en el lomo y el pecho, poseyendo una cola tan larga como su propio cuerpo; encontrándose en esta aros rojizos y también poseyendo ojos de color amarillo. También hay mujeres que han hecho un pacto con esta criatura, con el fin de convertirse en brujas con tal de dejar sus humildes vidas.
Posiblemente, representaría el suicidio o sería un segador de almas, puesto que se dice que las mujeres destrozadas por dentro le atraen y cuando estas se suicidan sus almas están a favor de él. El mítico personaje aparece en la novela Balún Canán, escrita por Rosario Castellanos.